# Frère Noël
Pour plus de détails, voir Fiche technique et Distribution.
Frère Noël, ou Le Frère Noël au Québec (Fred Claus) est un film de Noël comique américain réalisé par David Dobkin en 2007, avec Vince Vaughn et Paul Giamatti.

## Synopsis
Le Père Noël (alias Nick) a un frère aîné nommé Fred. Ce dernier a toujours vécu dans l'ombre de son frère et en a gardé une certaine rancune. Pourtant, un jour, face à ses endettements et autres ennuis, Fred décide de faire appel à Nick. Il décidera finalement de l'aider à condition qu'il vienne lui donner un coup de main dans la fabrique de jouets. Mais l'arrivée d'un expert en rendement au pôle Nord dont le seul objectif est de mettre un terme aux opérations du père Noël pourrait bien devenir problématique...

## Fiche technique
- Titres français : Frère Noël
- Titre québécois : Le Frère Noël
- Titre original : Fred Claus
- Réalisation : David Dobkin
- Scénario : Dan Fogelman
- Musique : Christophe Beck
- Photographie : Remi Adefarasin
- Montage : Mark Livolsi (en)
- Décors : Allan Cameron
- Costumes : Anna B. Sheppard
- Production : David Dobkin et Paul Hitchcock
- Format : couleur - DTS - 2,35:1
- Société de production : Silver Pictures
- Distribution : Warner Bros. Pictures
- Langue : anglais
- Genre : Comédie
- Durée : 116 minutes
- Date de sortie : 2007

## Distribution
Légende : Version Française = VF et Version Québécoise = VQ
- Vince Vaughn (VF : Bernard Gabay[4] - VQ : Daniel Picard) : Fred Noël
- Paul Giamatti (VF : Daniel Lafourcade - VQ : Pierre Auger) : Nick Noël
- Kevin Spacey (VF : Gabriel Le Doze - VQ : Jacques Lavallée) : Clyde Archibald Northcutt, le contrôleur de rendement
- John Michael Higgins (VF : Pierre-François Pistorio - VQ : François Sasseville) : Willy
- Miranda Richardson (VF : Blanche Ravalec - VQ : Élise Bertrand) : Annette Noël
- Rachel Weisz (VF : Laura Préjean[5] - VQ : Camille Cyr-Desmarais) : Wanda
- Kathy Bates (VF : Monique Thierry - VQ : Claudine Chatel) : la Mère Noël
- Trevor Peacock (VF : Jo Doumerg) : Papa Noël
- Ludacris : DJ Donnie
- Elizabeth Banks (VF : Marie-Eugénie Maréchal ; VQ : Violette Chauveau) : Charlene
- Jeremy Swift : Bob Elfe
- Elizabeth Berrington : Linda Elfe
- Rio Hackford : Leon
- Liam James : jeune Fred Noël
- Burn Gorman : Elf
- Frank Stallone : Lui-même
- Roger Clinton Jr. (VF : Jean-Loup Horwitz) : Lui-même